# Icchantika
Icchantika (chinesisch 一闡提, Pinyin yīchǎntí, W.-G. i-ch'an-ti; hgl. 일천제, ilcheonje; jap. 一闡堤, issendai; viet. nhất xiển đề) ist ein Begriff aus dem Sanskrit und bezeichnet im Mahayana-Buddhismus Wesen, die – aus welchen Gründen auch immer – niemals die Erleuchtung erlangen können (in einem schwächeren und engeren Sinn bezeichnet der Begriff nur diejenigen Wesen, denen diese Gründe – z. B. fehlender Glaube an bzw. fehlende Einsicht in buddhistische Prinzipien, Charakterschwächen und moralische Defizite, mangelndes Interesse an der Erleuchtung etc. – zukommen). Insbesondere in den ostasiatischen Schulen des Mahayana wurde die Frage, ob es Icchantika überhaupt gebe (bzw. ob ihr Zustand nur vorübergehend sei) und ob ihnen Buddha-Natur zukomme, seit dem 5. Jahrhundert immer wieder äußerst kontrovers diskutiert.
In den maßgeblichen Schriften des Theravada-Buddhismus (Pali-Nikayas) und den chinesischen Agamas kommt der Begriff nicht vor. In den Mahayana-Sutras wird er vor allem im Aṅgulimālā-sūtra und im Mahāparinirvāṇa-sūtra erörtert.
Die Existenz von Icchantika wurde vorwiegend von den Schulen der Yogacara postuliert, so auch in der japanischen Hossō-shū, die eine solche Annahme in einer, im Sinne des Abhidharma ausformulierten, Lehre über die Grundlagen der Welt als schlicht realistisch verstanden, denn faktisch erlange die überwältigende Mehrheit der Menschen niemals die Erleuchtung.
Schulen wie die Tendai-shū und die Huayan lehnten die Existenz von Icchantika ab und verwiesen darauf, dass allem Existierendem Buddha-Natur und damit auch die Möglichkeit zur Erleuchtung zukomme. Diejenigen Schulen, die die Existenz von Icchantika vertraten, wurden als hinayanistisch diffamiert, da sie unzulässigerweise bestimmte Individuen bzw. Gruppen von der Erlösung ausschlössen.
Die Position, dass die Annahme der Existenz von Icchantika nur realistisch sei, spielte auch eine besondere Rolle im Amitabha-Buddhismus. Ausgehend von der Theorie der drei Zeitalter, der zufolge sich die Menschheit in der Periode des Niedergangs des Dharma befinde, schickte sich z. B. die Jōdo-Shinshū an, denjenigen Wesen, für die der Weg zur Erleuchtung kein gangbarer war, ein anderes spirituelles Ziel anzubieten: Der Eintritt in das reine Land des Buddhas Amida sei wegen dessen unendlichem Mitgefühl selbst den bösesten und verkommensten Individuen bei entsprechendem vertrauendem Glauben möglich.
Als Icchantika wurden schließlich auch Bodhisattvas bezeichnet, die – im Gegensatz zu den hedonistischen Icchantika – so voller Mitgefühl für die leidenden Wesen im Samsara seien, dass sie ein Gelübde abgelegt hätten, nicht eher das Nirwana zu erreichen, bis sie alle leidenden Wesen erlöst hätten. Hierzu gehören in manchen Interpretationen u. a. Avalokiteshvara und Ksitigarbha, sie werden als Icchantika großen Mitleidens (chinesisch 大悲闡提, Pinyin dàbēi chǎntí; hgl. 대비천리, daebi cheonje; jap. daihi sendai; viet. đại bi xiển đề) bezeichnet.